# Audi S і RS серії

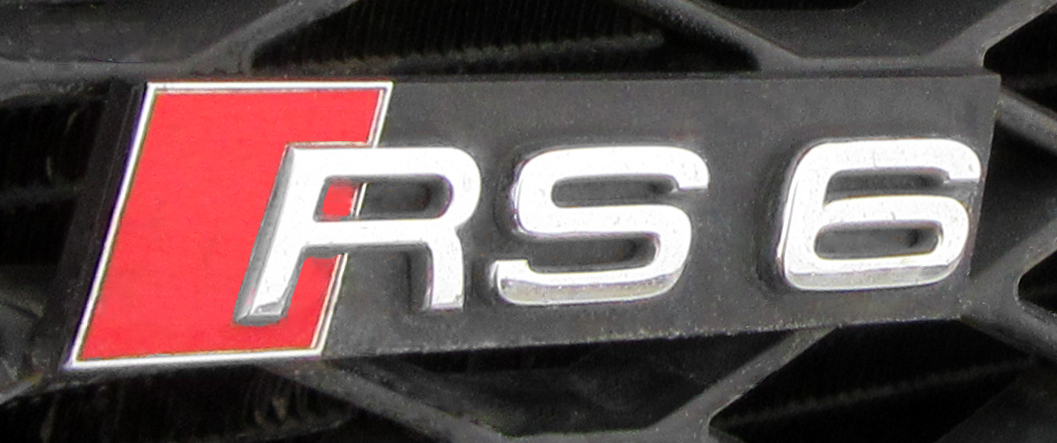
Шильд Audi RS 6

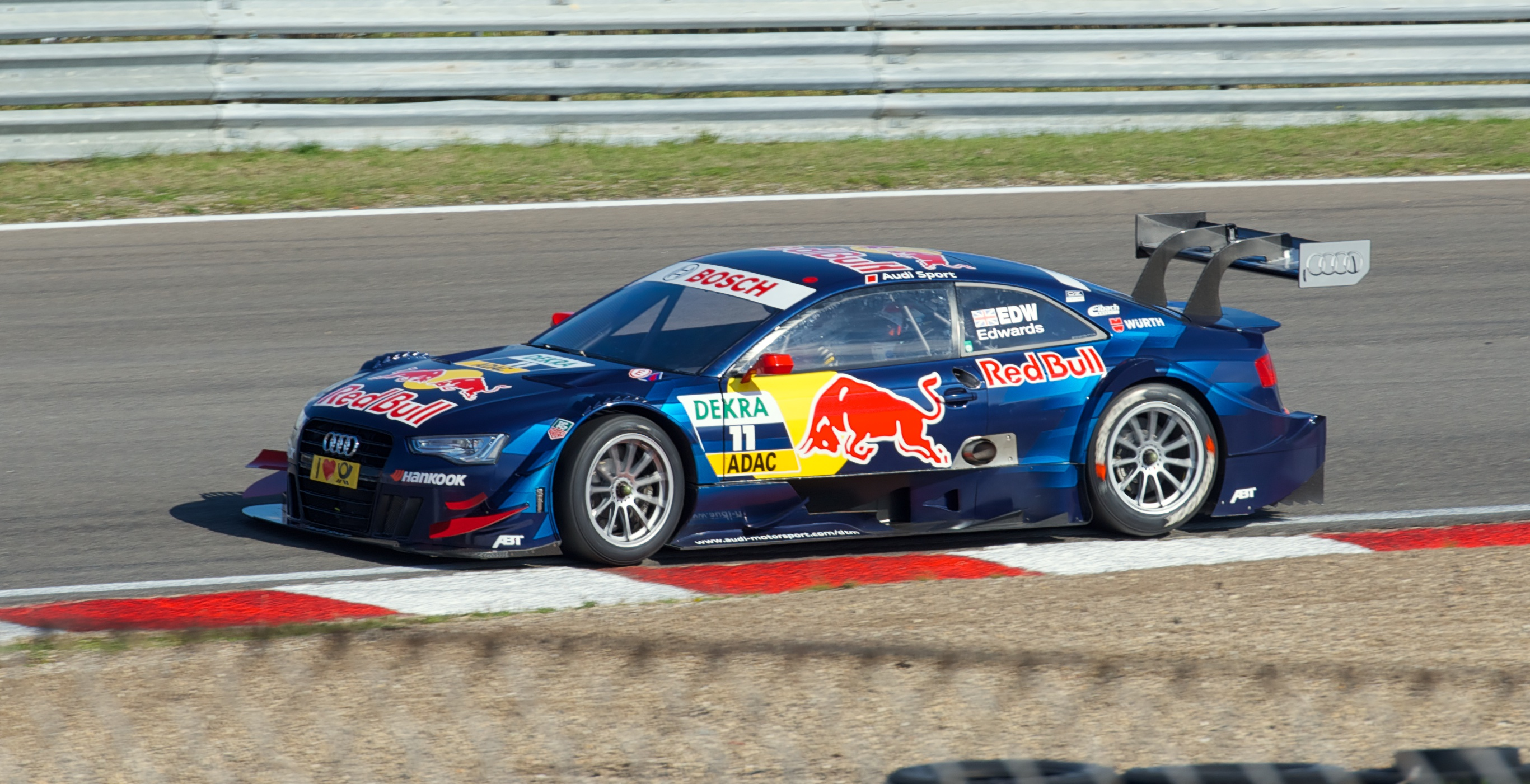
Гоночний Audi RS 5 DTM команди «ABT Sportsline»

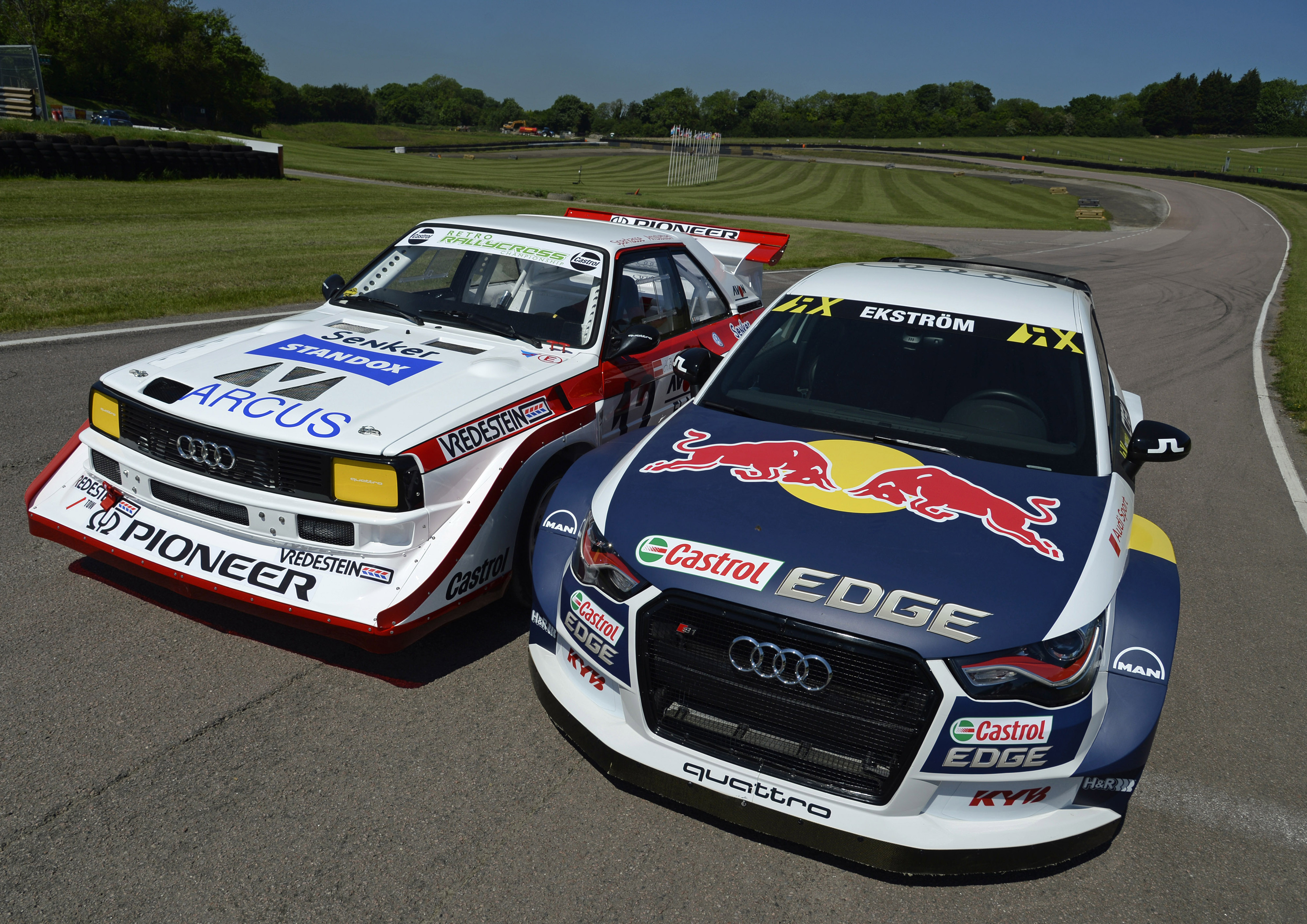
Гоночні Audi Sport Quattro S1 i Audi S1 EKS RX

Audi серії S і серії RS — спортивні версії автомобілів німецького автовиробника AUDI AG, що володіють високими динамічними характеристиками. Ці автомобілі розраховані на динамічну їзду і відносяться до розряду спортивних автомобілів. Виробництво автомобілів Audi серії «S» почалося в 1990 році з моделі Audi S2, в той час як перший автомобіль серії «RS» з'явився через чотири роки з моделі Audi RS 2 Avant.

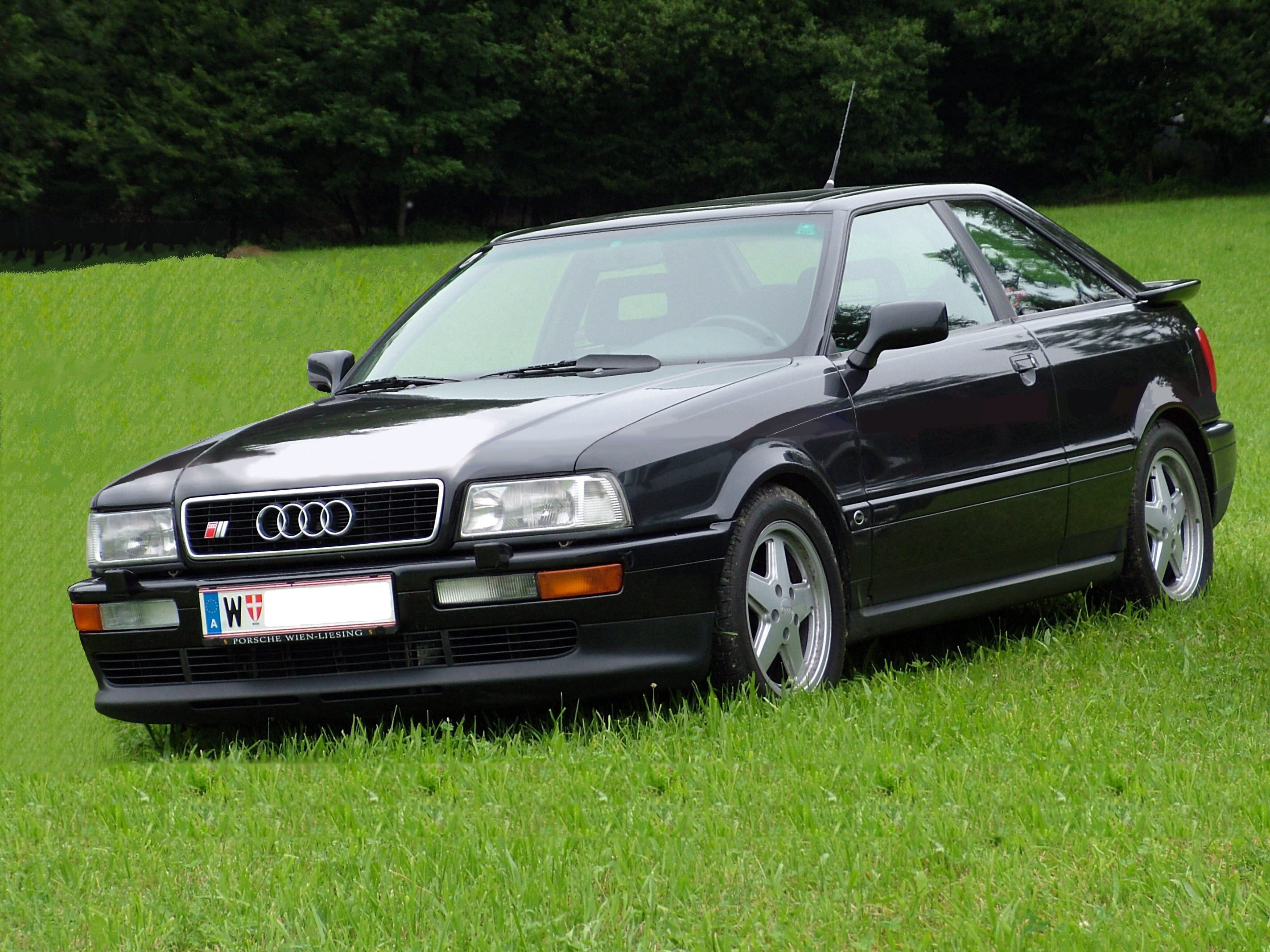
Audi S2, оригінальний Audi серії «S», який випускався в період з 1990 по 1994 роки

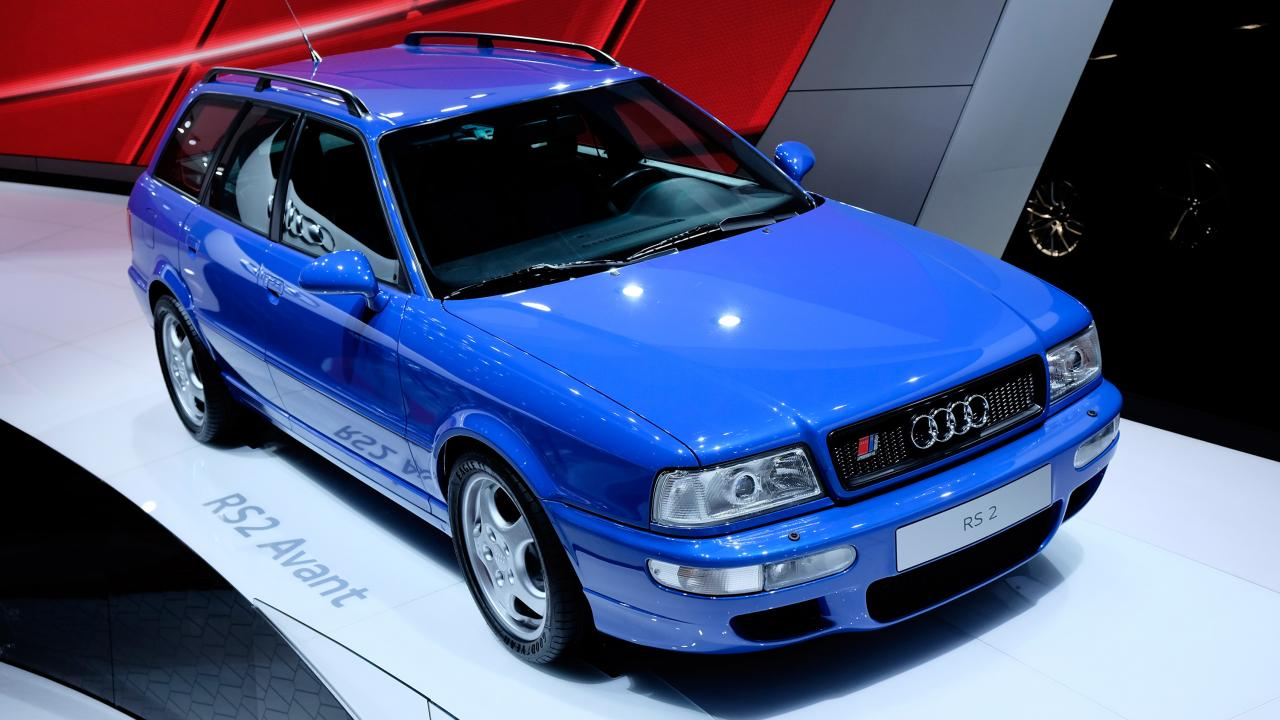
Audi RS 2 Avant, оригінальний Audi «RS», спільного виробництва Audi и Porsche, який випускався в період з 1994 по 1995 роки. Всі наступні моделі RS випускаються виключно Quattro GmbH (з листопада 2016 р. «Audi Sport GmbH»).

Сучасні моделі серії S і RS базуються на моделях Audi A / TT / Q з аналогічним числом після букви (наприклад, S4 / RS4 базується на моделі A4, TT RS — на базі ТТ). Раніше позначалися інакше: Audi Ur-S4 з 1991—1994 року базувався на Audi 100/200 (пізніше названий Audi A6); перші покоління Audi S2 / RS 2 (1990—1995 роки) базувалися на платформі Audi 80/90.

## Історія
Історія дорожніх версій гоночних автомобілів Audi починається з 1980-х. років, з моделей Audi quattro і Audi Sport quattro, вироблених концерном Audi AG в місті Інгольштадт.
У 1983 році була заснована компанія quattro GmbH (з листопада 2016 г. «Audi Sport GmbH») в місті Неккарзульм, що відповідає за розробку спортивних моделей автомобілів марки Audi.
У 1990 році з'явилася базуються на моделі Audi 80 спортивна модель S2 як приймач Audi quattro, але вже під позначенням серії «S» в найменуванні і має потужність в 220 л. с. А в 1994 році з'явилася ще більш потужна також базуються на моделі Audi 80 модель RS 2 Avant спільної розробки Audi і Porsche, що має 315 л. с. [6] Модель оснащувалася компонентами від Porsche. Раніше, в 1973 році, Audi спільно з Porsche був розроблений прототип з поліпшеними характеристиками на базі випущеної в 1968 році Audi 100 Coupé S класу «Гран-турізмо», що має в базових версіях 112—115 л. с., який отримав найменування «100 Coupé S V3» і був оснащений двигуном V8 потужністю 350 л. с.
C 1994 року була розпочато розвиток спортивних серій Audi S і RS, вироблених безпосередньо quattro GmbH (Audi Sport GmbH).

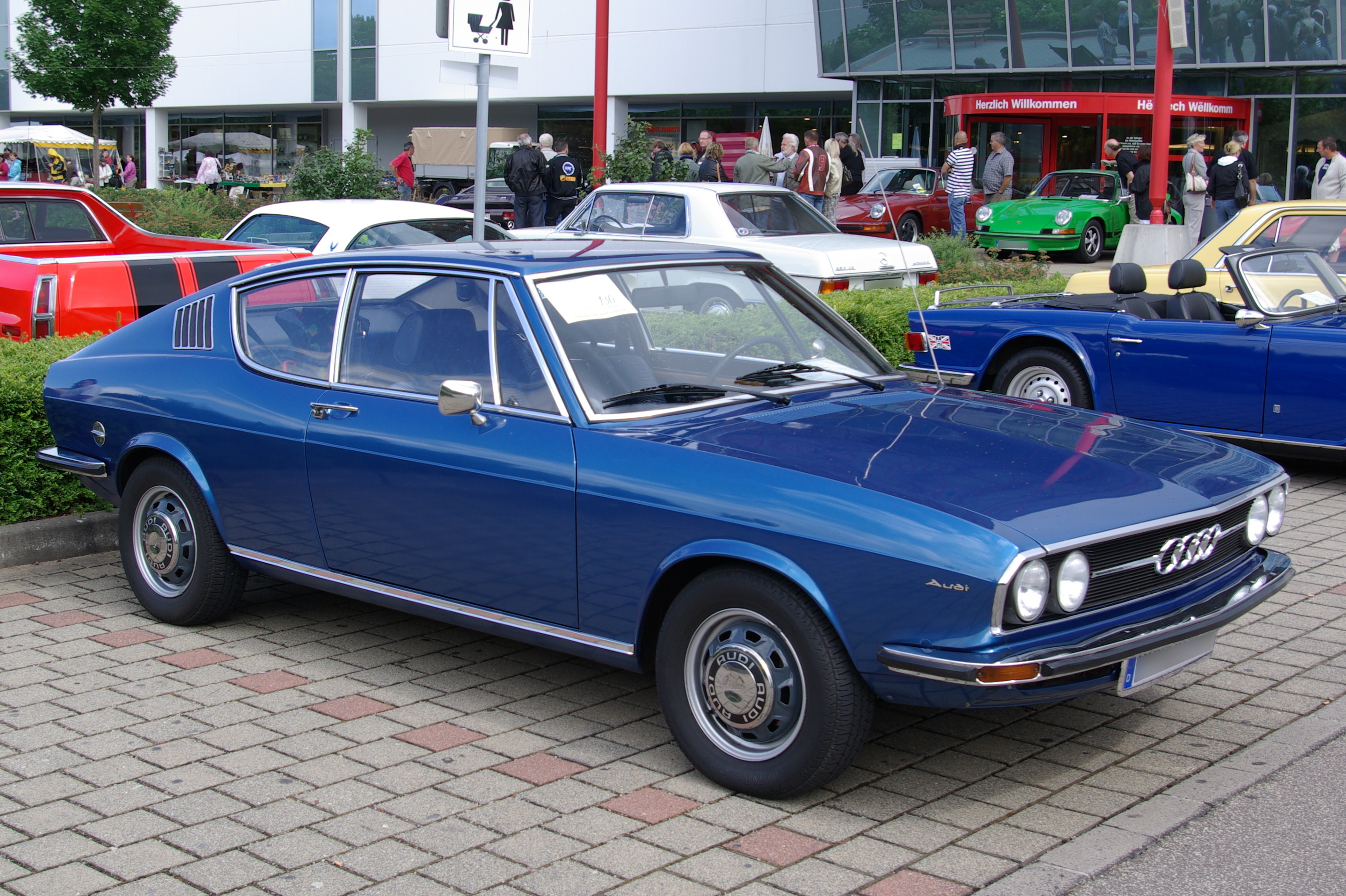
1969 Audi 100 Coupé S
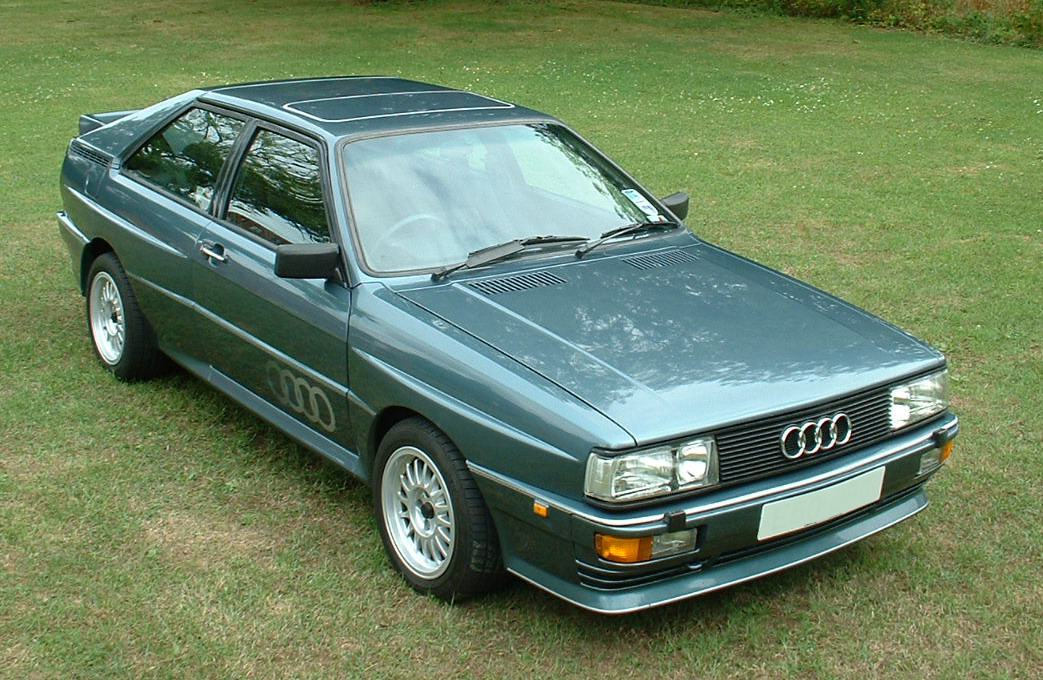
1980 Audi Quattro
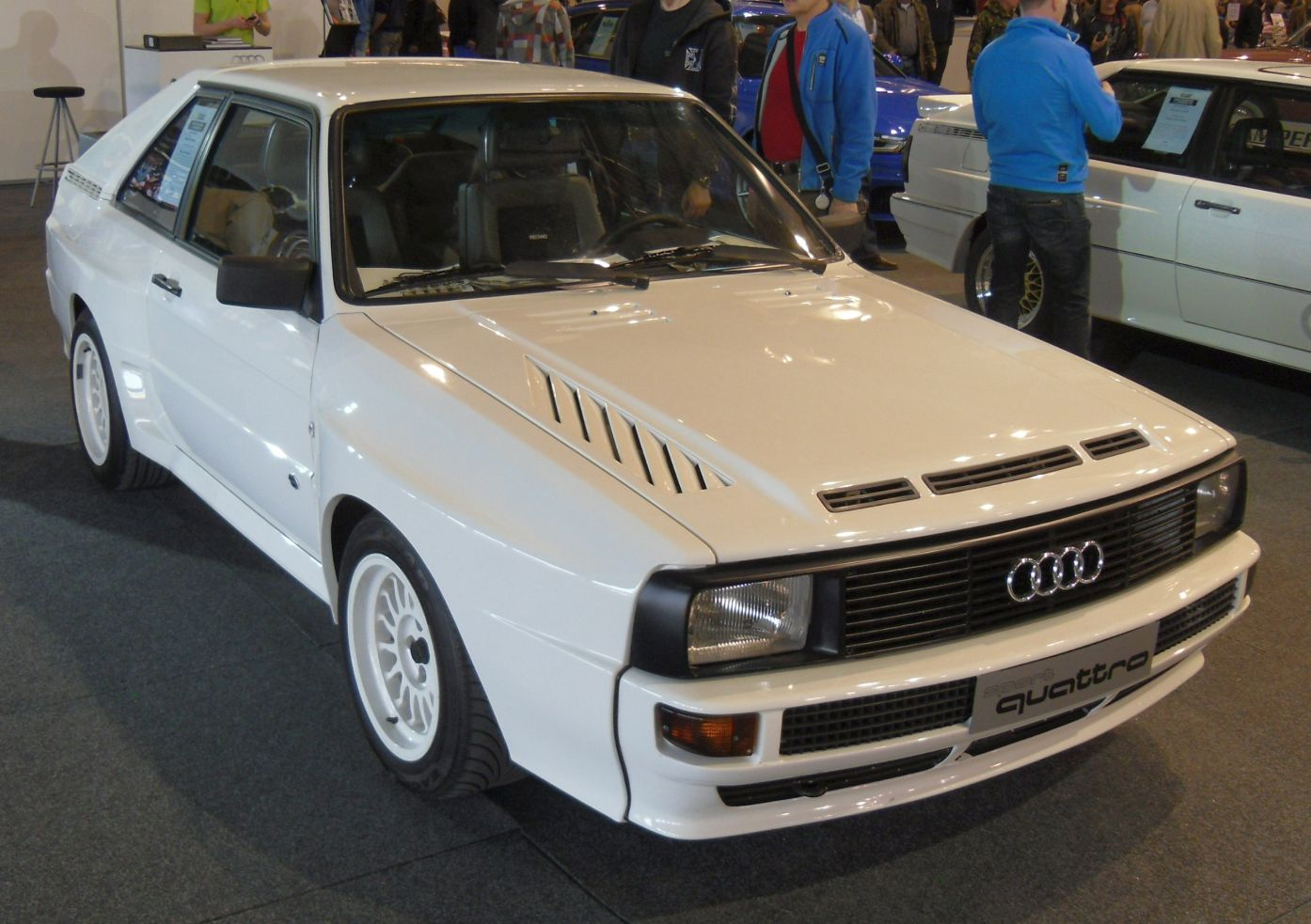
1984 Audi Sport Quattro

## S серія
Моделі серії «S» (Sport), з більшості основних діапазонів моделей Audi виробляються протягом багатьох років. Ці автомобілі впізнати за їх шильдику «S» на решітці радіатора і на задній частині замість букви «A» в позначенні цифри моделі. Буква S використовується і в позначеннях, наприклад, «S3», «TTS» і «SQ5».
Всі моделі Audi серії «S» в стандартній комплектації оснащені системою повного привода quattro®. Двигун внутрішнього згоряння, поряд з більш великими, потужними гальмами, більш жорсткою підвіскою, зміненим екстер'єром, а також варіантами внутрішньої обробки салону з вуглецевого волокна (карбон), відрізняють їх від своїх конкурентів.
З давніх-давен деякі моделі серії Audi S безпосередньо конкурують з BMW M і Mercedes-AMG: такі моделі, як B6 Audi S4 4.2 FSI змагаються з BMW M3 і Mercedes-Benz C32 AMG.
Моделі Audi серії «S» не слід плутати з автомобілями Audi серій «A, Q, TT», оснащеними пакетом «S line». Останні доповнюються шкіряним оздобленням салону, елементами кузова, шильдиком «S Line», спортивним рульовим колесом, спортивними передніми сидіннями, колісними дисками і спортивною підвіскою, але не оснащуються двигуном підвищеної потужності.

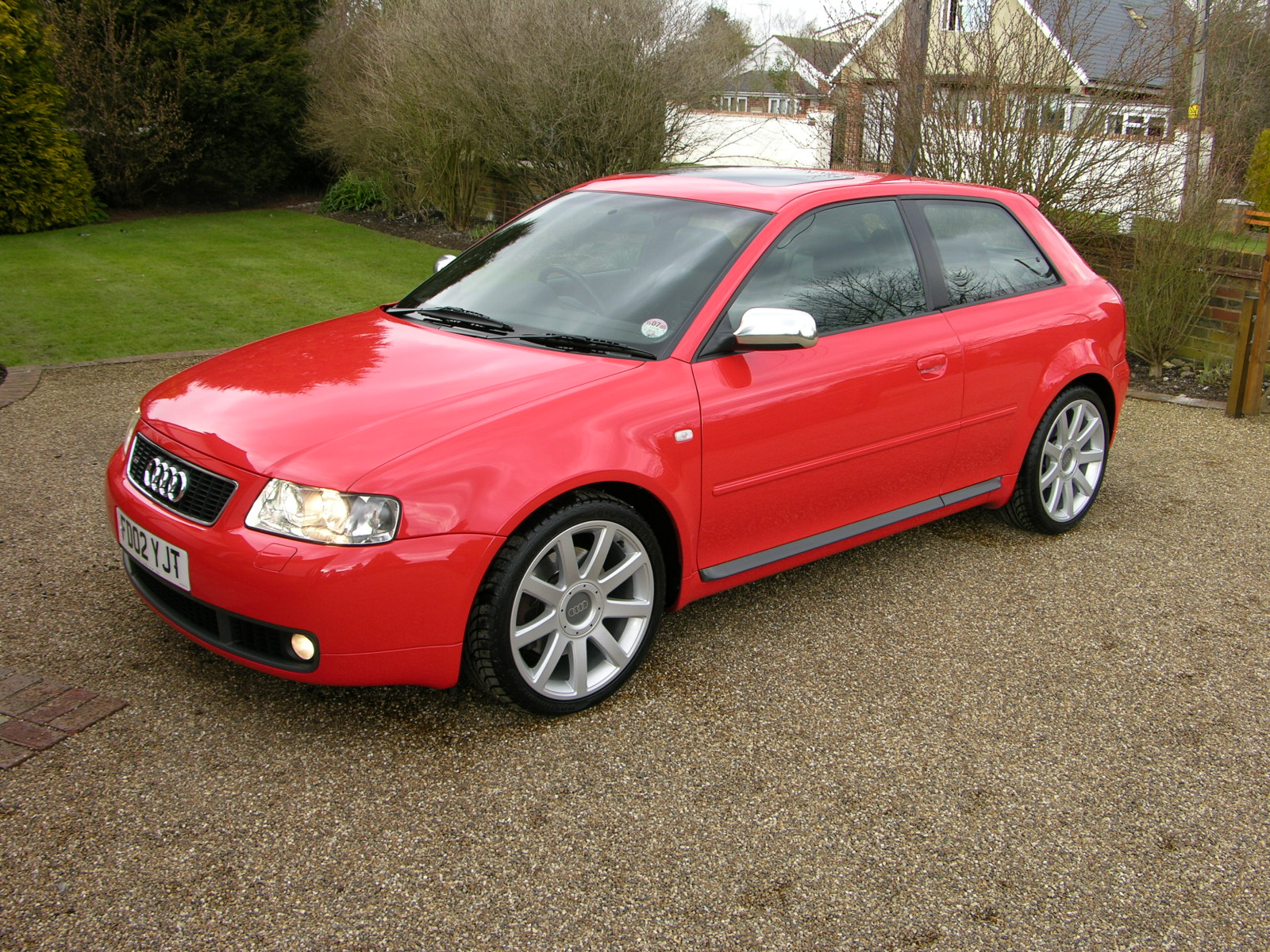
Audi S3
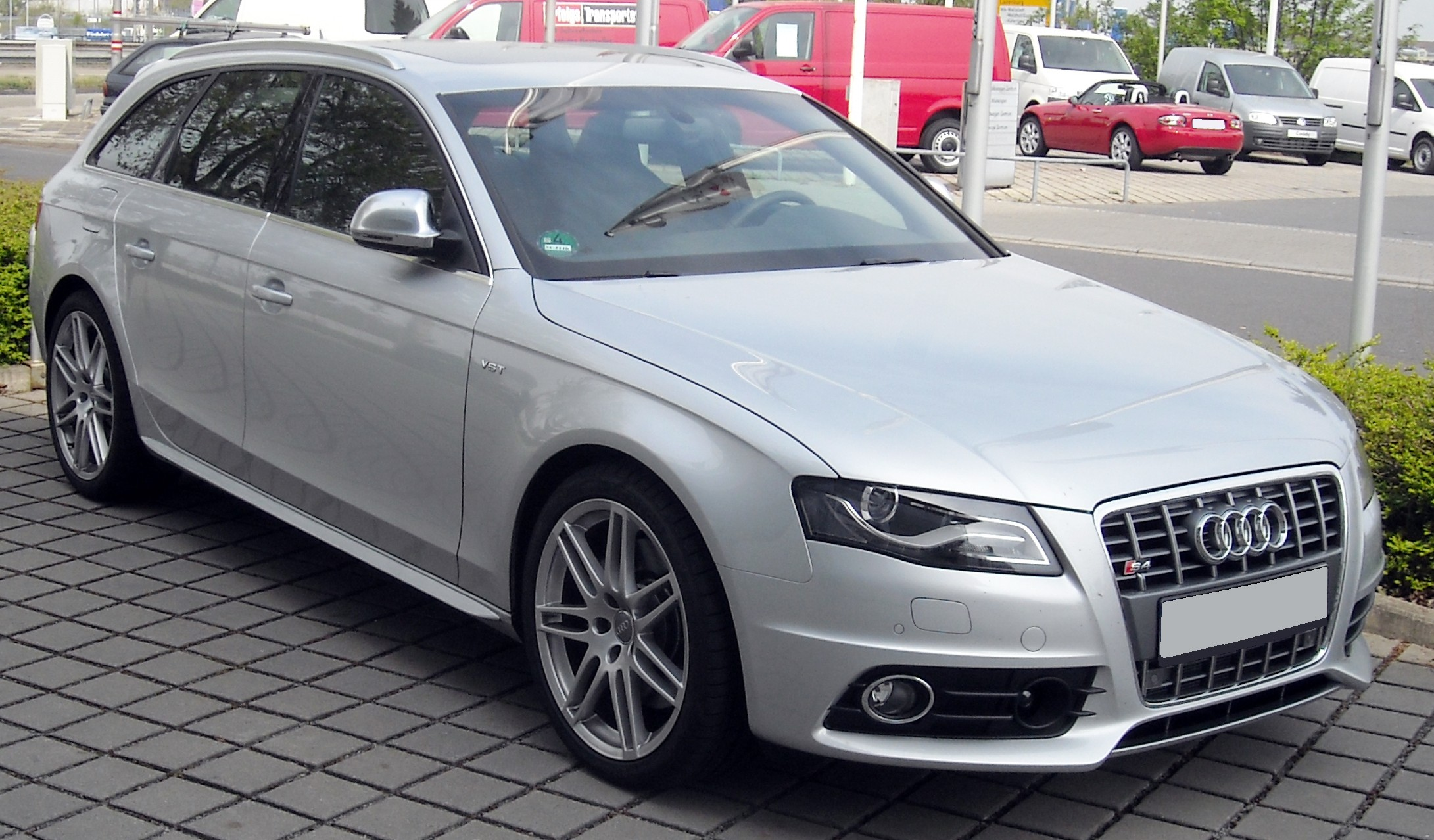
Audi S4
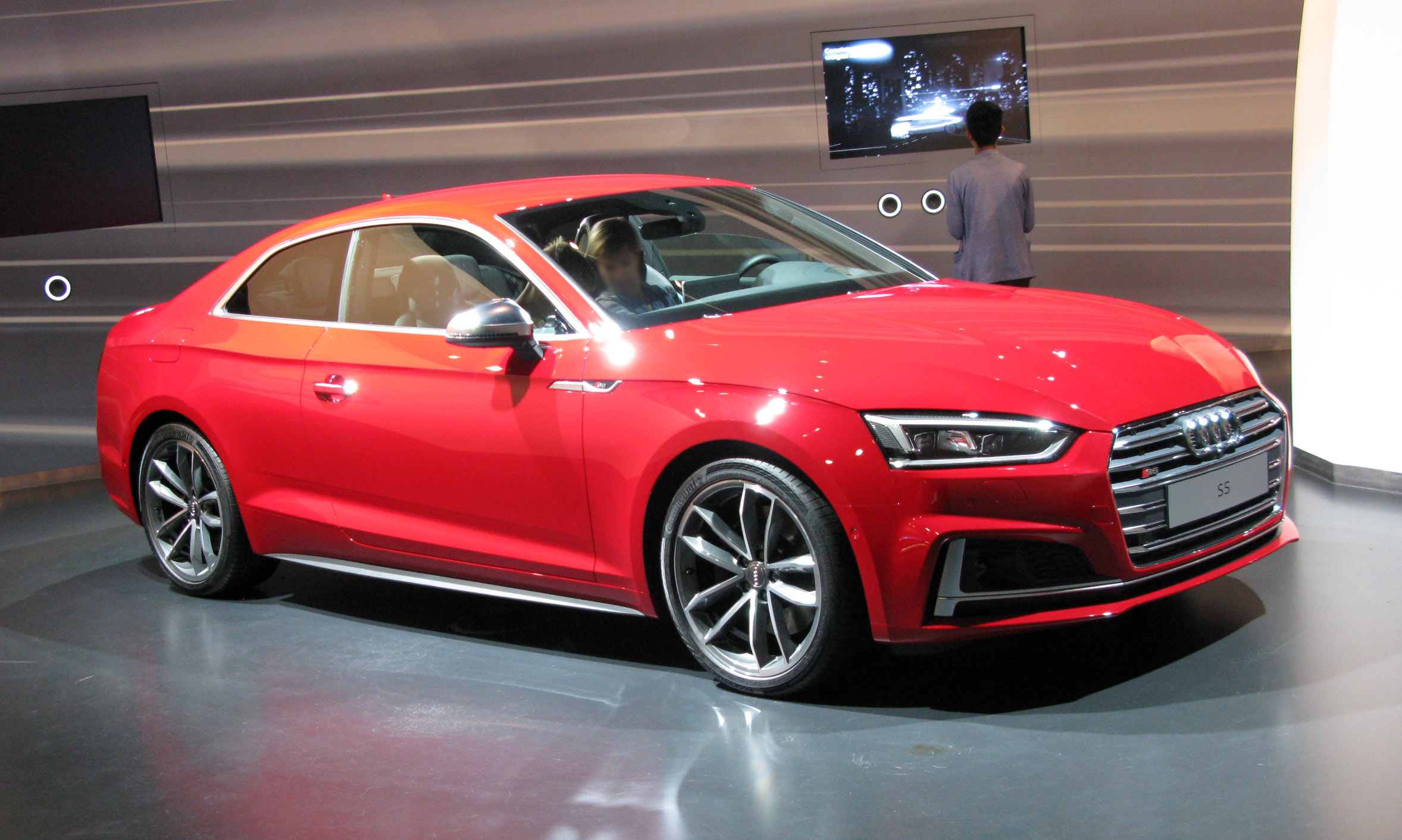
Audi S5
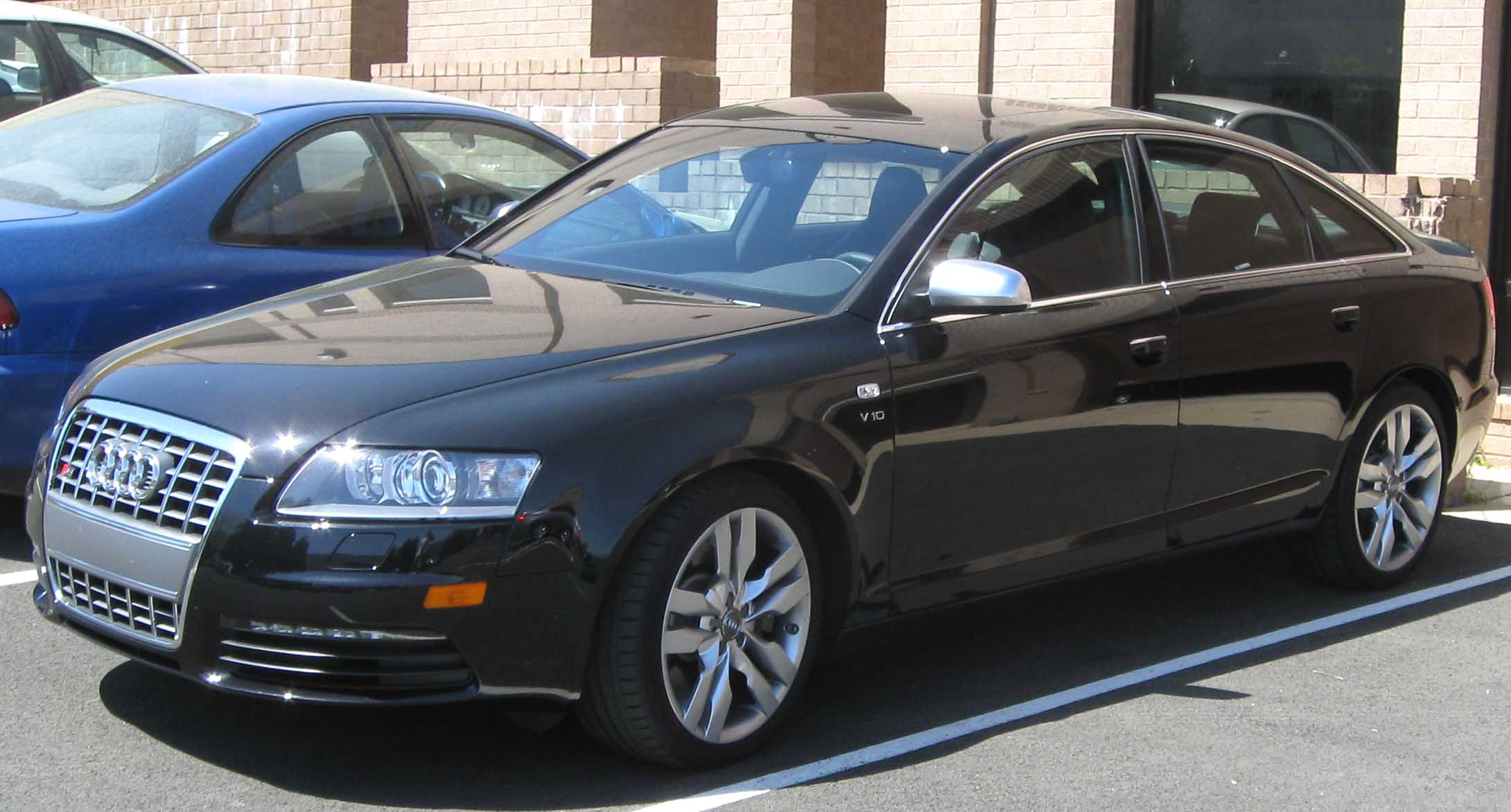
Audi S6
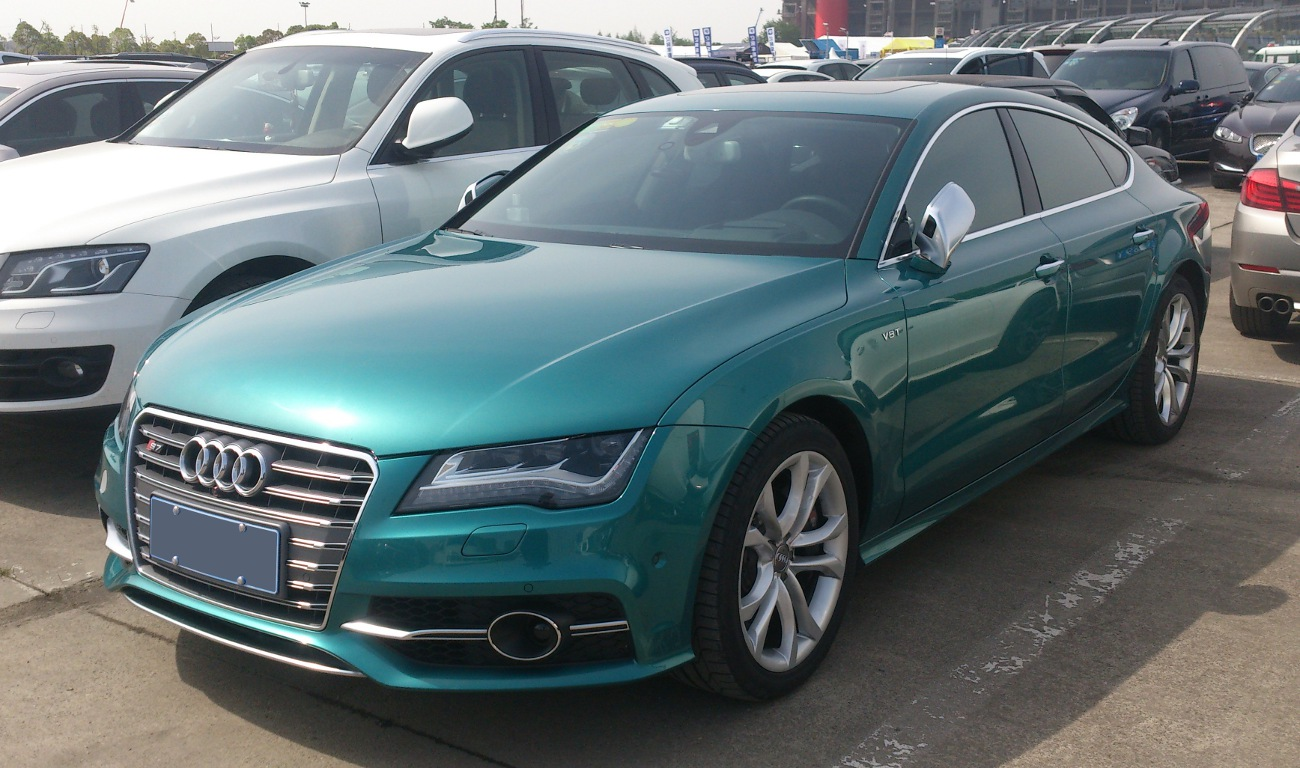
Audi S7
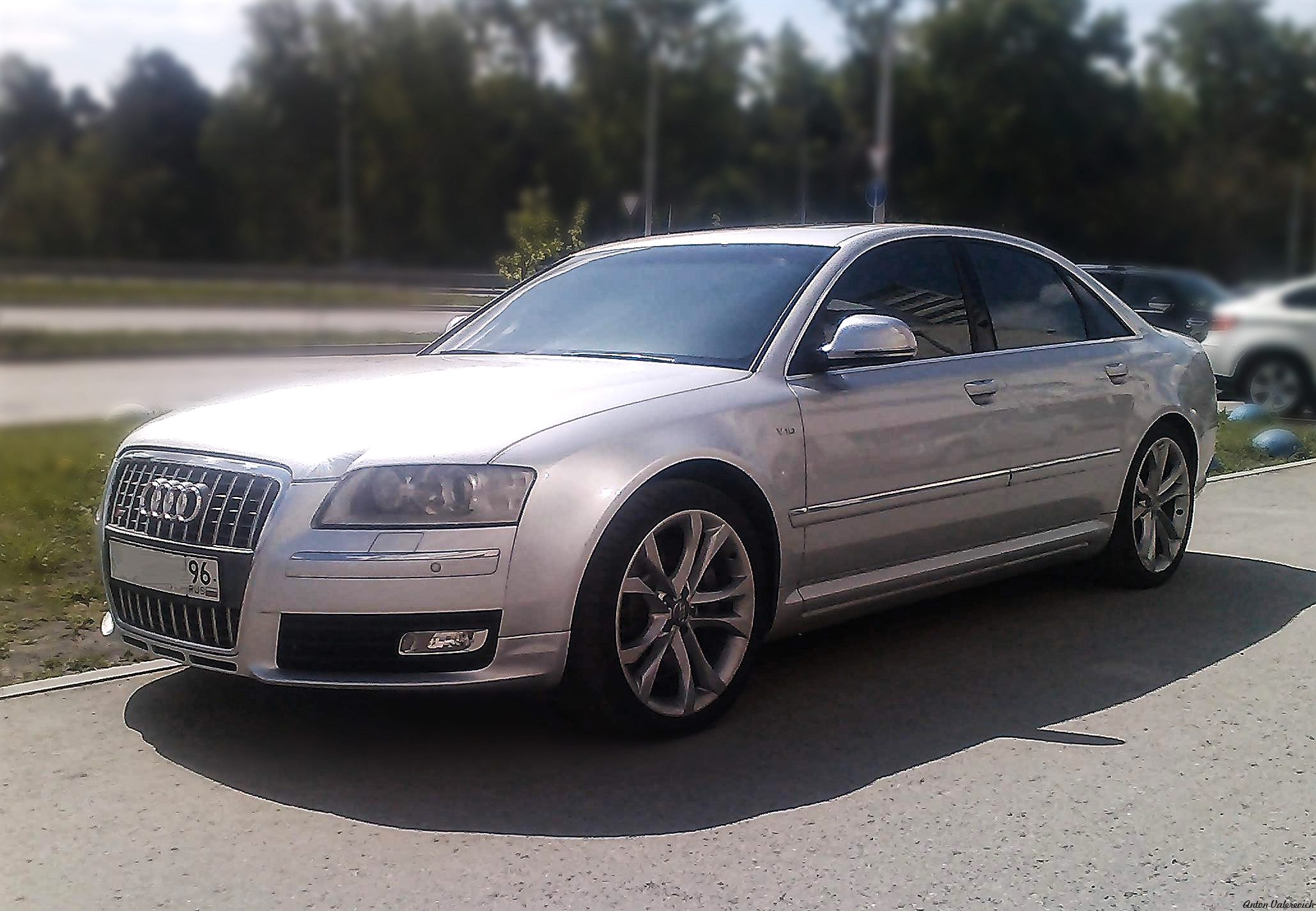
Audi S8

## RS серія
Компанія Audi виробляє автомобілі з ще більш високими динамічними характеристиками, які можна дізнатися по шильдіку «RS». Абревіатура «RS» розшифровується як ньому. RennSport — англ. «Racing sport». Характеристики та вартість цих автомобілів прирівнюються до автомобілів, що належать до класу суперкарів.
Моделі серії RS мають більш високі динамічні характеристики, ніж моделі серії «S». У всіх автомобілях серії «RS» застосовуються найбільш інноваційні технології. Автомобілі Audi RS є одними з найпотужніших автомобілів, коли-небудь пропонувалися Audi поряд з моделлю Audi R8. Модель Audi RS 6 є більш потужною, ніж більший за габаритами Audi S8, але в сучасному поколінні Audi S8 не поступається за потужністю своїм побратимам, таким як Audi RS 6, Audi RS 7 і оснащуються двигуном одного типу з ідентичною потужністю.
«RS» моделі Audi вважаються прямими конкурентами моделей аналогічного класу і ринкового сегменту спортивних автомобілів серій BMW M і Mercedes-AMG в рамках поколінь моделей схожих років випуску, в той час як Audi серії «S» позиціонуються як моделі з більш високими динамічними характеристиками по відношенню до серії «A». Наприклад, в якості конкурентів Audi RS 5 виступають автомобілі BMW M3, BMW M4, Audi S5 — BMW 335i (xDrive), в той час як Audi RS 6 конкурує з BMW M5, а Audi S6 — з BMW 550i (xDrive).

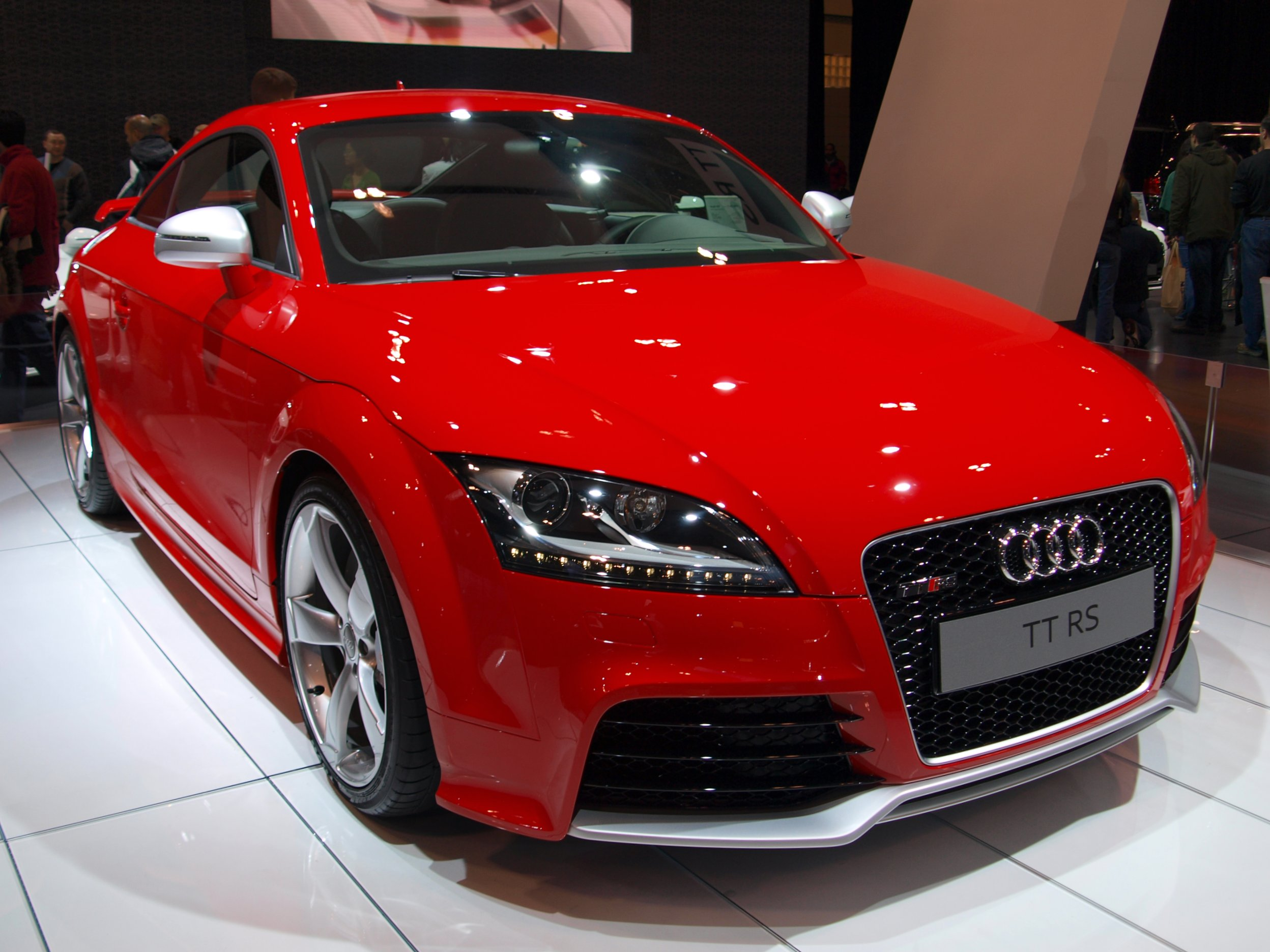
Audi TT RS
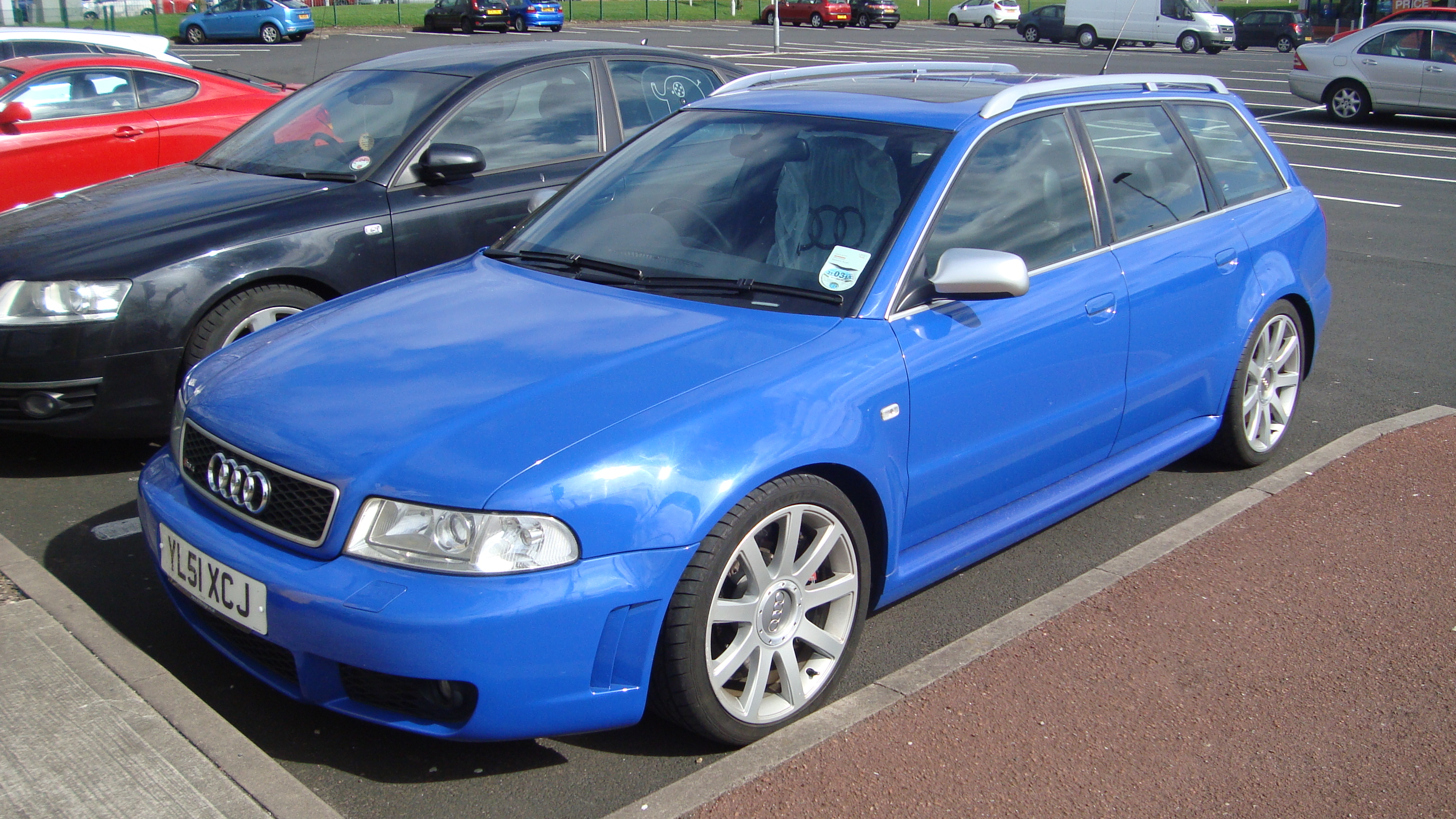
Audi RS 4
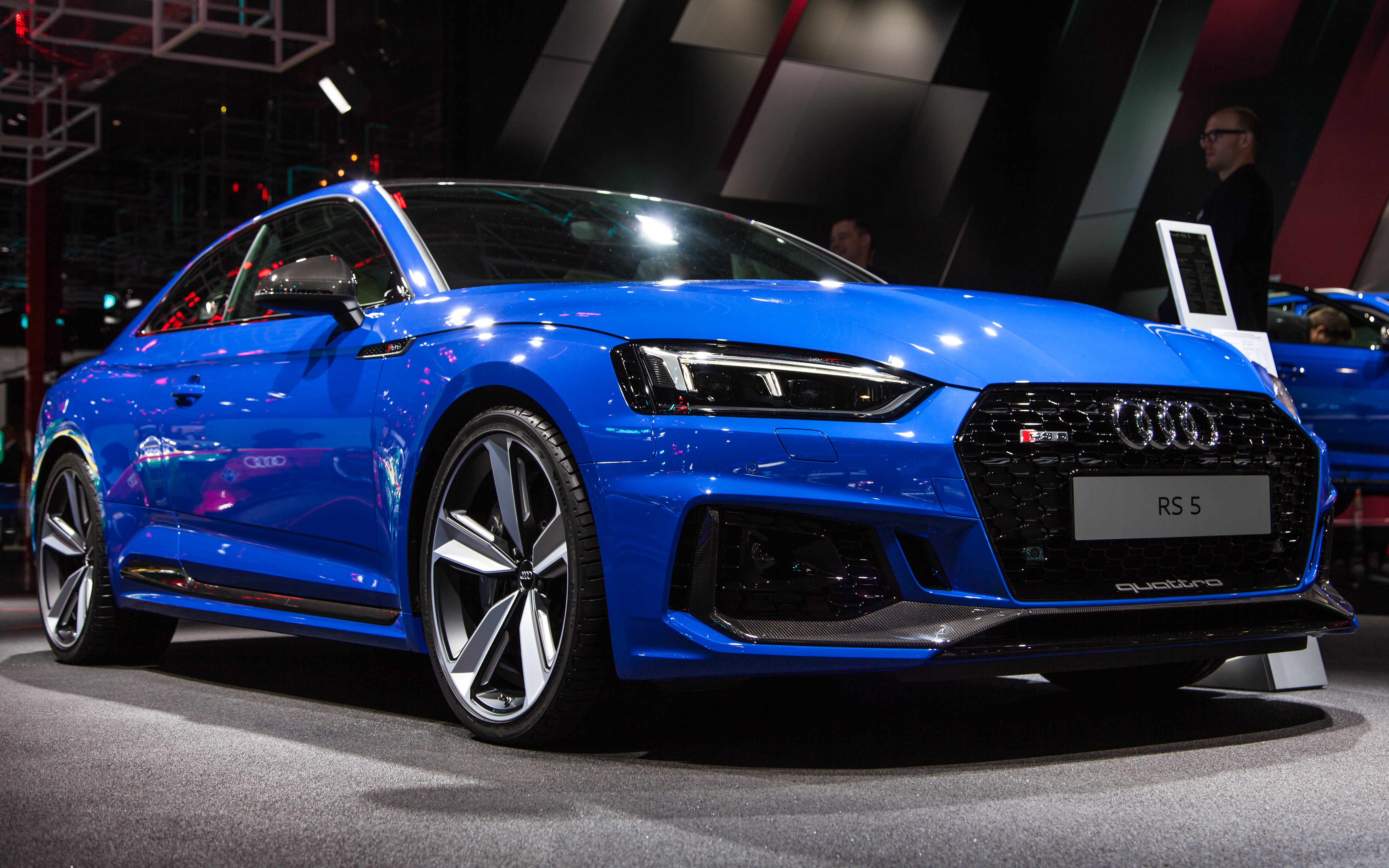
Audi RS 5
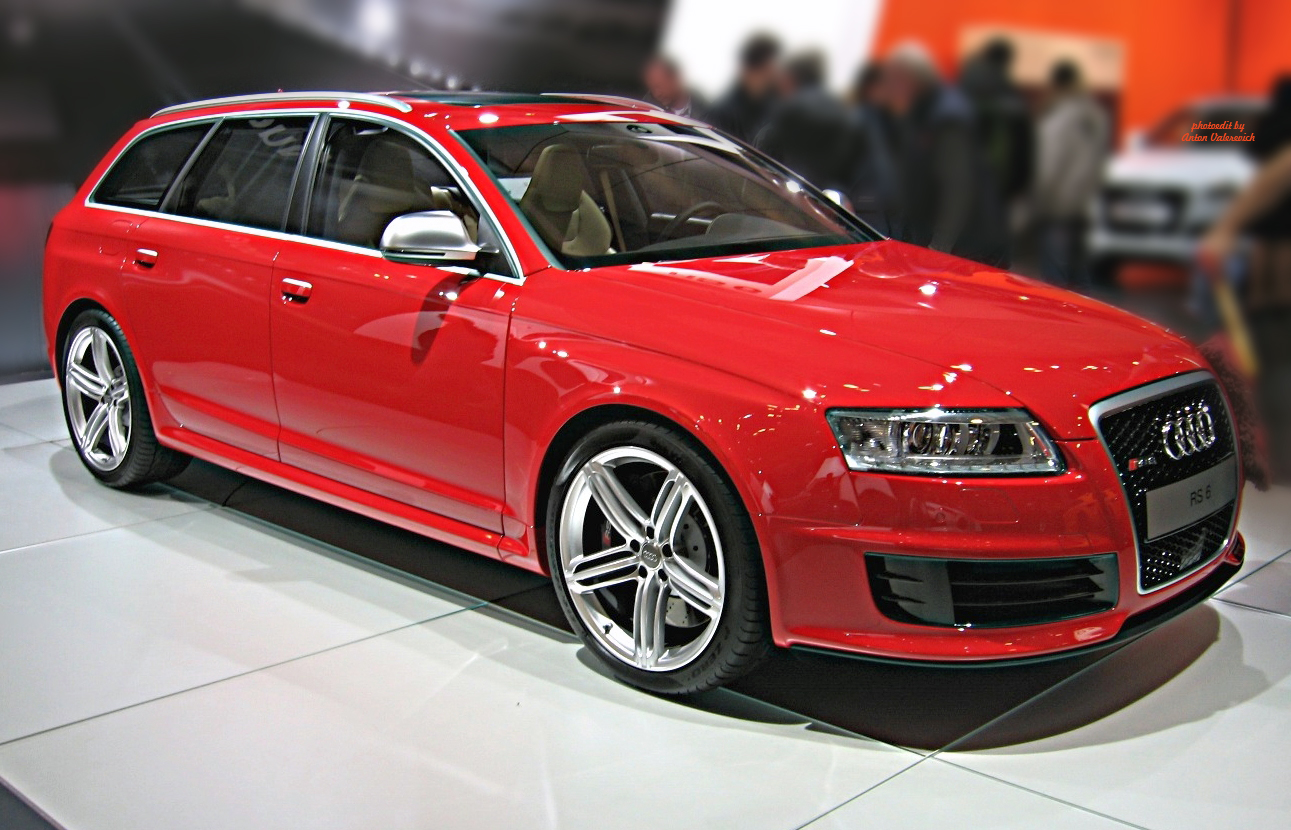
Audi RS 6
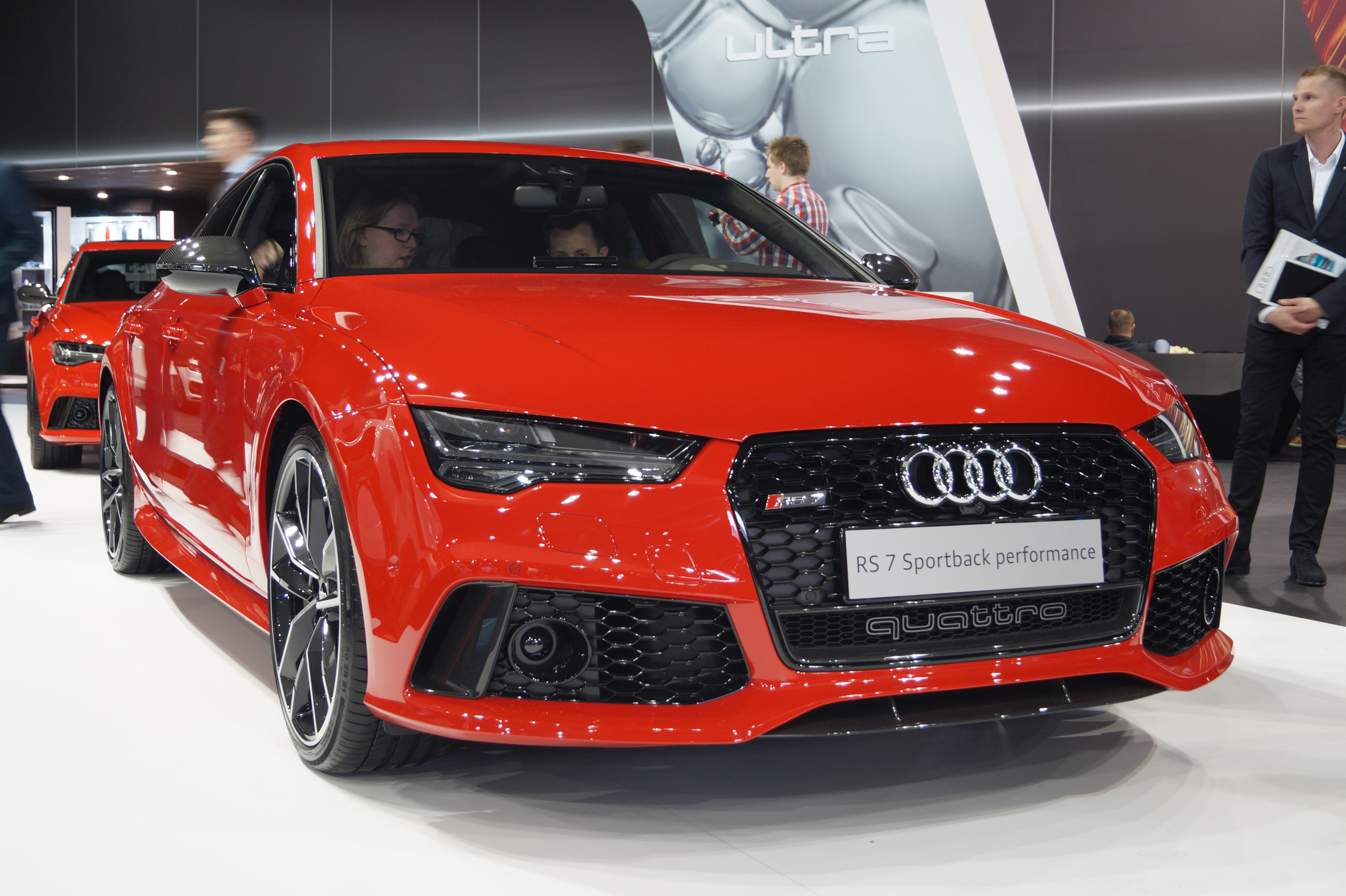
Audi RS 7
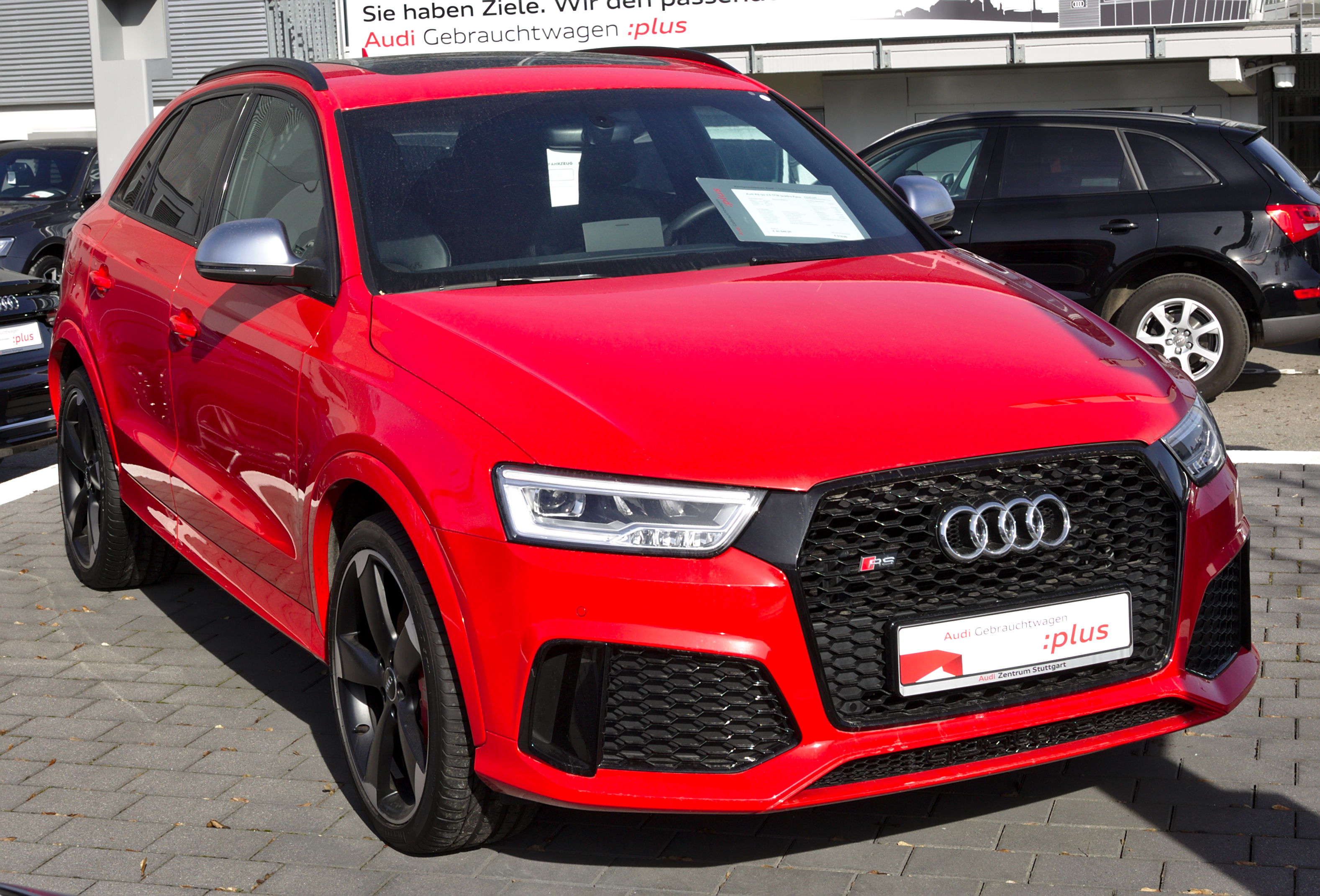
Audi RS Q3